# GAZ-31 Volga
La GAZ-31 è stata una serie di autovetture di lusso di medie dimensioni prodotte dalla GAZ dal 1982 al 2010. Modello modernizzato e rinnovato rispetto al precedente GAZ-24 Volga, è la terza generazione di veicoli Volga.

## GAZ-3102 Volga

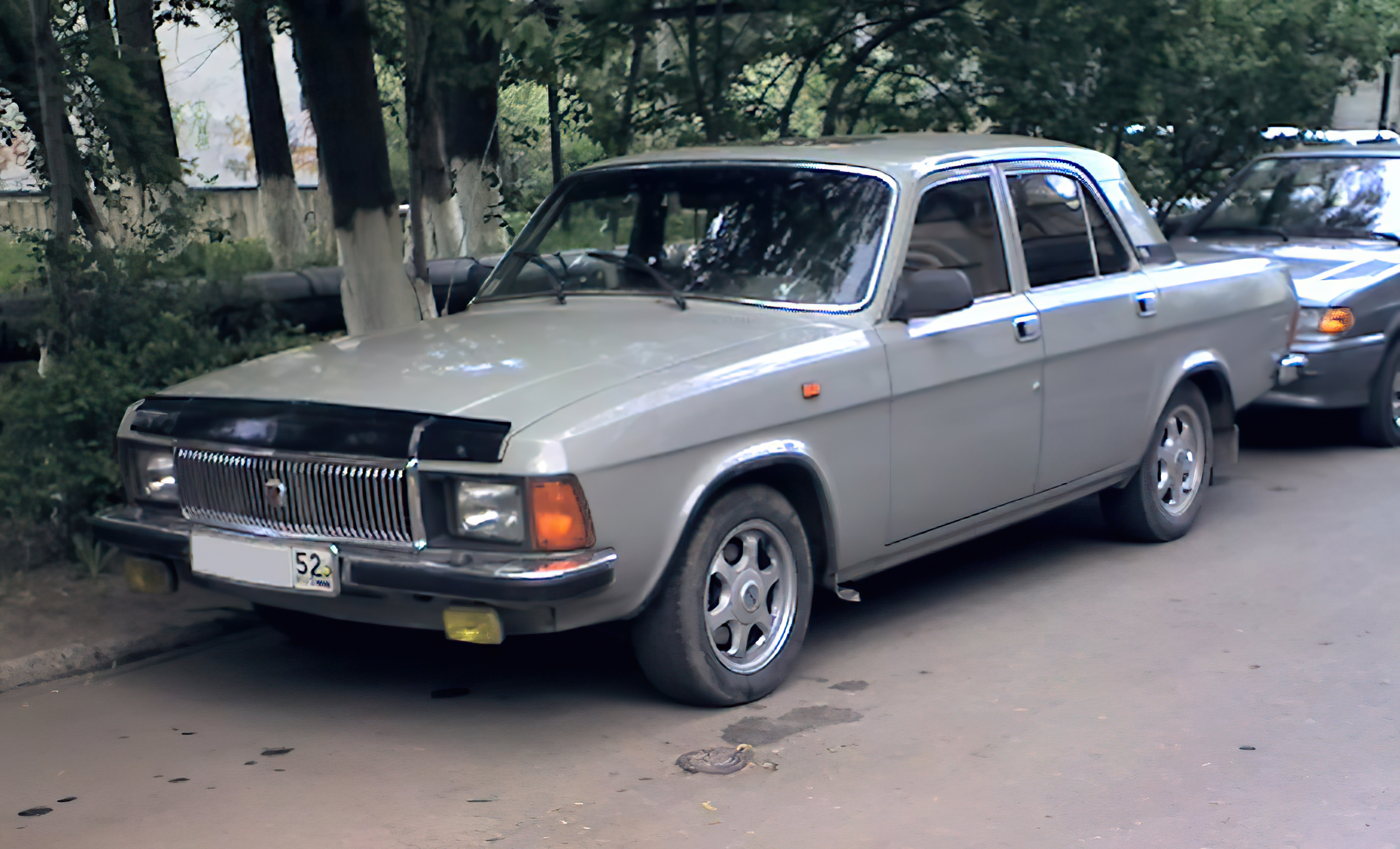
GAZ-3102, fotografato a Nizhny Novgorod (2009)

Il modello GAZ-3102 Volga è stato lanciato nel 1982 come versione lussuosa del GAZ-24 Volga ed è stato ufficialmente venduto solo all'interno dell'Unione Sovietica, nella gamma di veicoli passeggeri GAZ, è stato collocato tra la GAZ-24 Volga standard e la limousine GAZ-14 Čajka. Si differenzia dalla 24 Volga per una nuova sezione anteriore e posteriore, interni modificati con un nuovo cruscotto e volante a tre razze e maniglie delle porte esterne incassate. La finestra triangolare anteriore è stata omessa. Inizialmente venne installato lo ZMZ-4022, un motore quattro cilindri in linea a carica stratificata da 105 CV (78 kW), simile al processo Honda CVCC, ma che si rivelò soggetto a guasti per mancanza di manutenzione e fu quindi sostituito alla fine degli anni '80 dal più economico ZMZ-402.10 da 100 CV (73 kW). Il motore V8 ZMZ-505 da 5,5 litri e 195 CV (143 kW) era ancora a disposizione delle forze di sicurezza. Alcuni dettagli del 3102 furono adottati alla fine degli anni '80 come parte del restyling del 24 Volga (ora Volga GAZ-2410), come gli interni e le porte modificate. Il Volga 3102 fu costruito come modello di lusso sopra il 3110 e subì tutte le modifiche nel corso del restyling dei modelli 31029, 3110 e 31105, che furono costruiti parallelamente. Dalla fabbrica non era disponibile una station wagon con la parte anteriore della 3102. 
GAZ ha provato a sostituire il 3102 con i più moderni 3105 e 3111, ma senza successo. 

## GAZ-31029 Volga

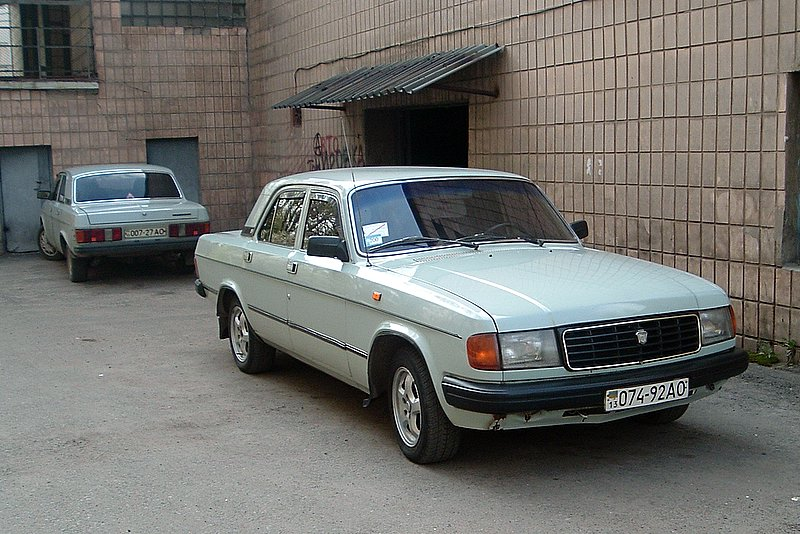
GAZ-31029

Il GAZ-31029 Volga è stato prodotto a partire dal 1992 e rappresenta una versione più economica e modificata del modello 3102. Il frontale venne modificato (adottato poi per il furgone "GAZelle"), gli interni corrispondevano al 3102. Sostituì però il 24 Volga in produzione. Il modello station wagon è la Volga 31022. Ha sostituito la Volga GAZ-2402. La station wagon adottò la parte anteriore della 31029 e gli interni utilizzati nella 31029 e 3102. Rimase con la parte posteriore della 2402. Come la 3102, questa generazione Volga non fu mai offerta in Europa. È stato sostituito nel 1997 quando il nuovo 3110 è stato introdotto nel mercato della CSI.

## GAZ-3110 Volga

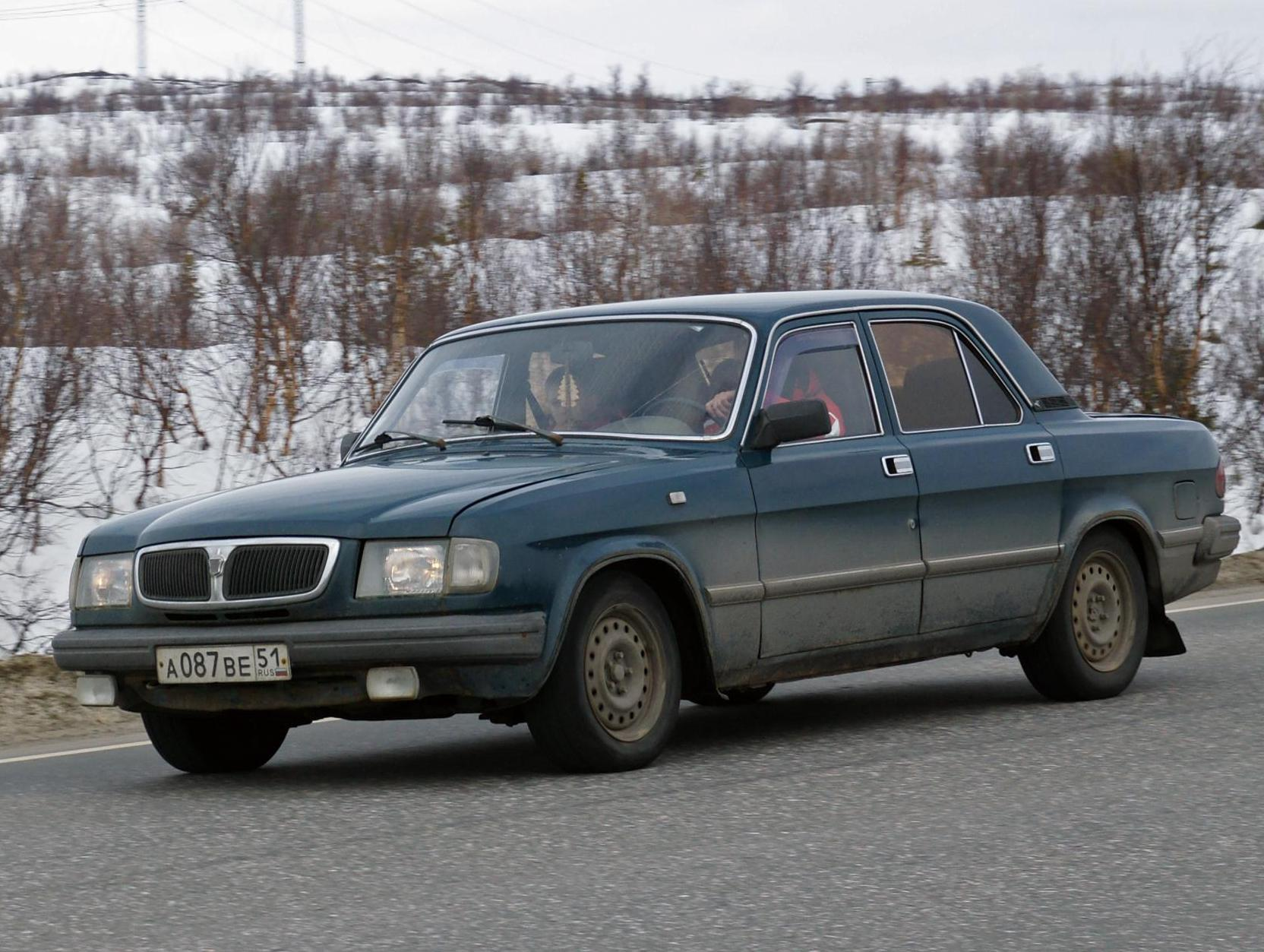
GAZ-3110

Il GAZ-3110 Volga è stato introdotto nel 1997 come successore del 31029. Esternamente, la differenza rispetto al 31029 è la griglia del radiatore modificata e la sezione posteriore completamente nuova con luci posteriori semiovali. Il 3110 ottenne interni completamente nuovi, più ergonomici rispetto ai modelli precedenti. Inizialmente, il motore a carburatore ZMZ-402.10 da 2,5 litri, 12 valvole e 4 cilindri con 100 CV (73 kW) rimase di serie, ma come alternativa furono offerti anche i motori diesel ZMZ-560 e ZMZ-561. Inoltre, come novità è stato aggiunto il motore a iniezione 4 cilindri ZMZ-4062.10 da 2,3 litri e 16 valvole con 145 CV (106 kW). Poco dopo l'introduzione del 3110, gli furono fornite lenti bianche per gli indicatori di direzione anteriori invece di quelle arancioni del 31029. Nel 2001, ebbe luogo un leggero restyling con sezioni anteriori e posteriori modificate e grembiuli abbassati al posto dei precedenti paraurti in plastica, che ha reso il 3110 molto più moderno e imponente. Il veicolo è meglio conosciuto per la sua apparizione nel film del 2004 chiamato Bourne Supremacy.

## GAZ-31105 Volga

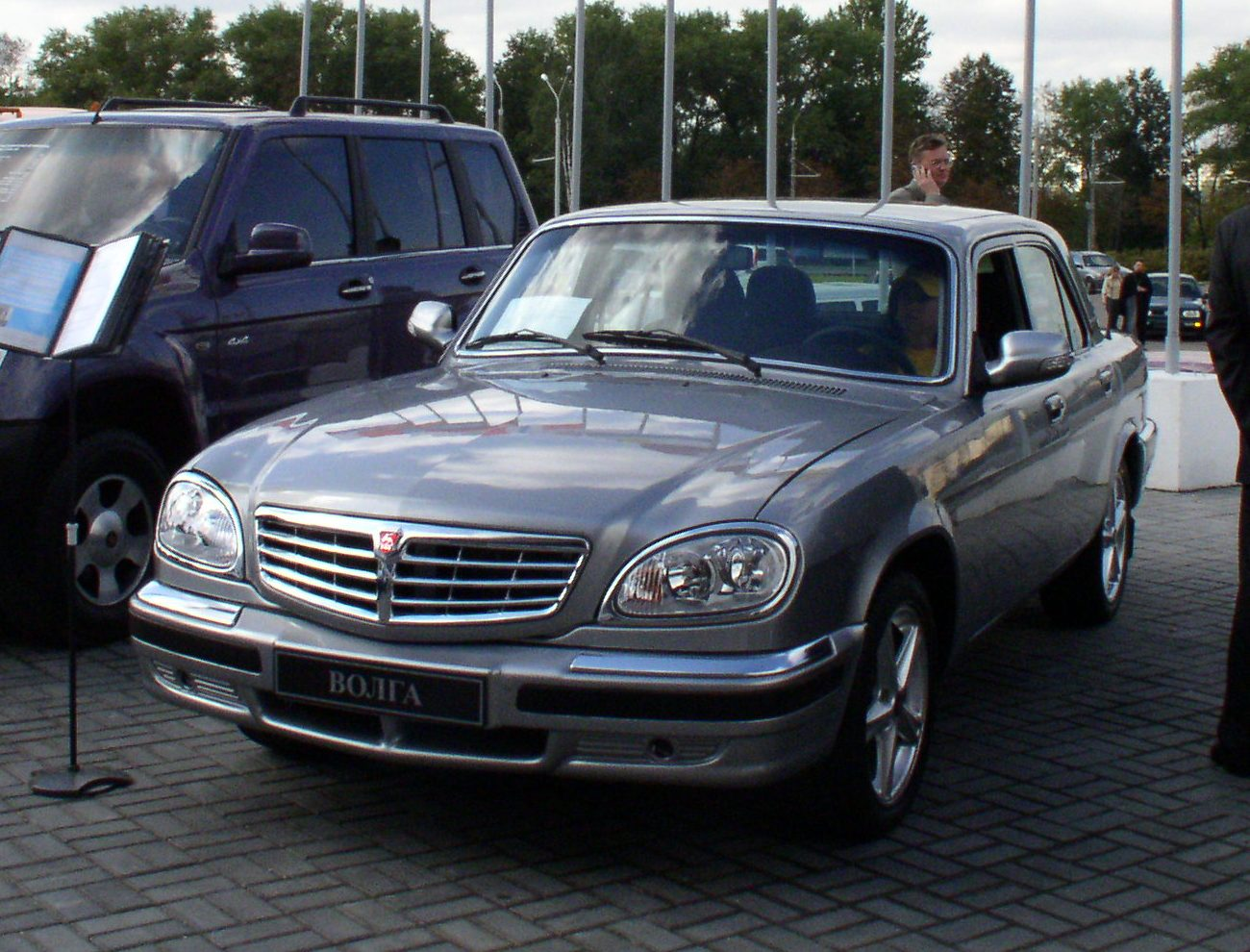
GAZ 31105

Il GAZ-31105 Volga è la versione modernizzata del GAZ-3110 Volga, ma la vecchia versione è stata ancora prodotta parallelamente al 31105 per un breve periodo. Esternamente, il nuovo frontale, che ricorda il GAZ-3111, prodotto solo in piccole quantità, può essere visto come una caratteristica distintiva. Un'altra novità sono le maniglie per porte pieghevoli più moderne in plastica al posto delle maniglie pieghevoli in metallo utilizzate in precedenza. Per creare più spazio per i passeggeri posteriori, furono utilizzati nuovi sedili anteriori. Il motore a carburatore da 2,5 litri fu sostituito da un motore a benzina a quattro valvole (4 cilindri, cilindrata 2287 cm3, 96 kW/131 CV) con licenza DaimlerChrysler. Il motore turbodiesel a iniezione diretta con licenza Steyr (81 CV), offerto negli ultimi anni di modello anche nel modello 3110, era particolarmente apprezzato dai clienti commerciali nelle regioni più calde. Un'altra novità era il design più moderno dell'asse anteriore che non necessita più di essere lubrificato. Poiché la versione station wagon non ha quasi alcun ruolo in termini di numero di unità, la parte posteriore della 2402 è rimasta la stessa anche per questo restyling. Nel 2006 sarebbero state vendute 51.000 Volga, quasi un quarto delle quali con motori Chrysler. Dall'aprile 2006 la direzione dello stabilimento ha affermato che la Volga continuerà a essere costruita "finché il mercato ne avrà bisogno". La produzione è stata interrotta nell'estate del 2010. La ragione principale sono probabilmente le scarse cifre di vendita, la crisi finanziaria ha colpito duramente il mercato automobilistico russo nel 2009 e nel 2010.